# Sectes Digambara
Digambara (« vêtu d'espace ») est une des deux grandes subdivisions du jaïnisme, l'autre étant la branche shvetambara (« vêtu de blanc »). Cela signifie que les moines digambara sont complètement nus, tandis que les moines shvetambara portent un vêtement blanc et un masque blanc, le muhapatti (en). Cette division, apparue probablement en 79 av. J.C., semble due à des divergences sur des points de doctrines.

## Galerie

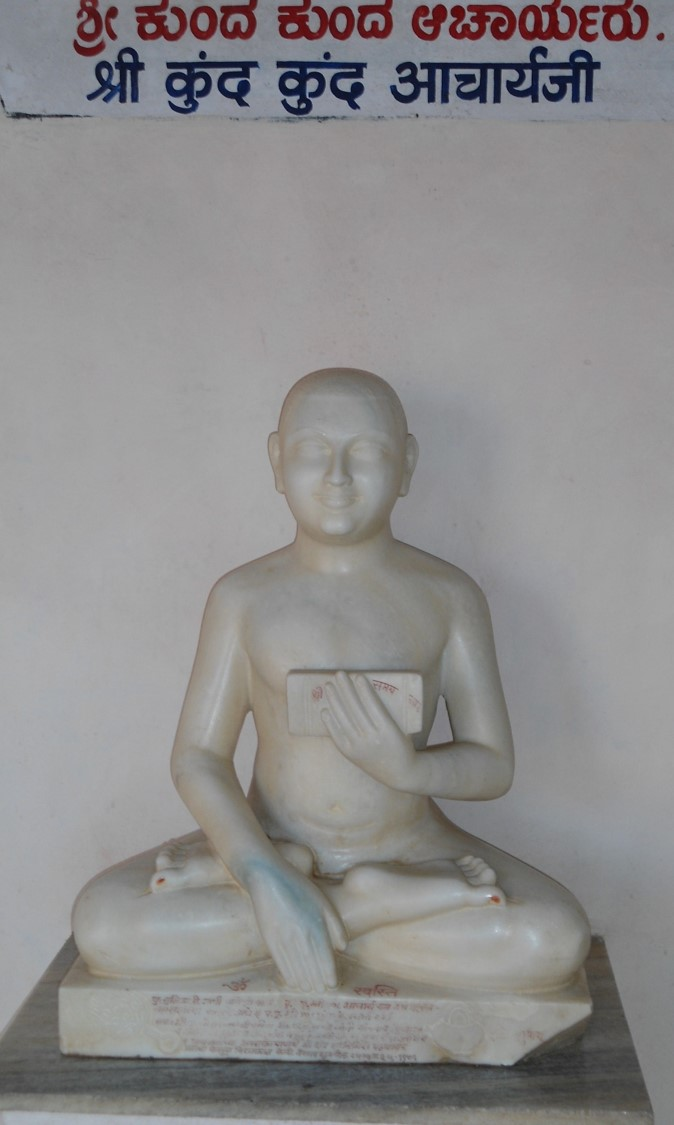
Statue de l'acharya KundalKuna
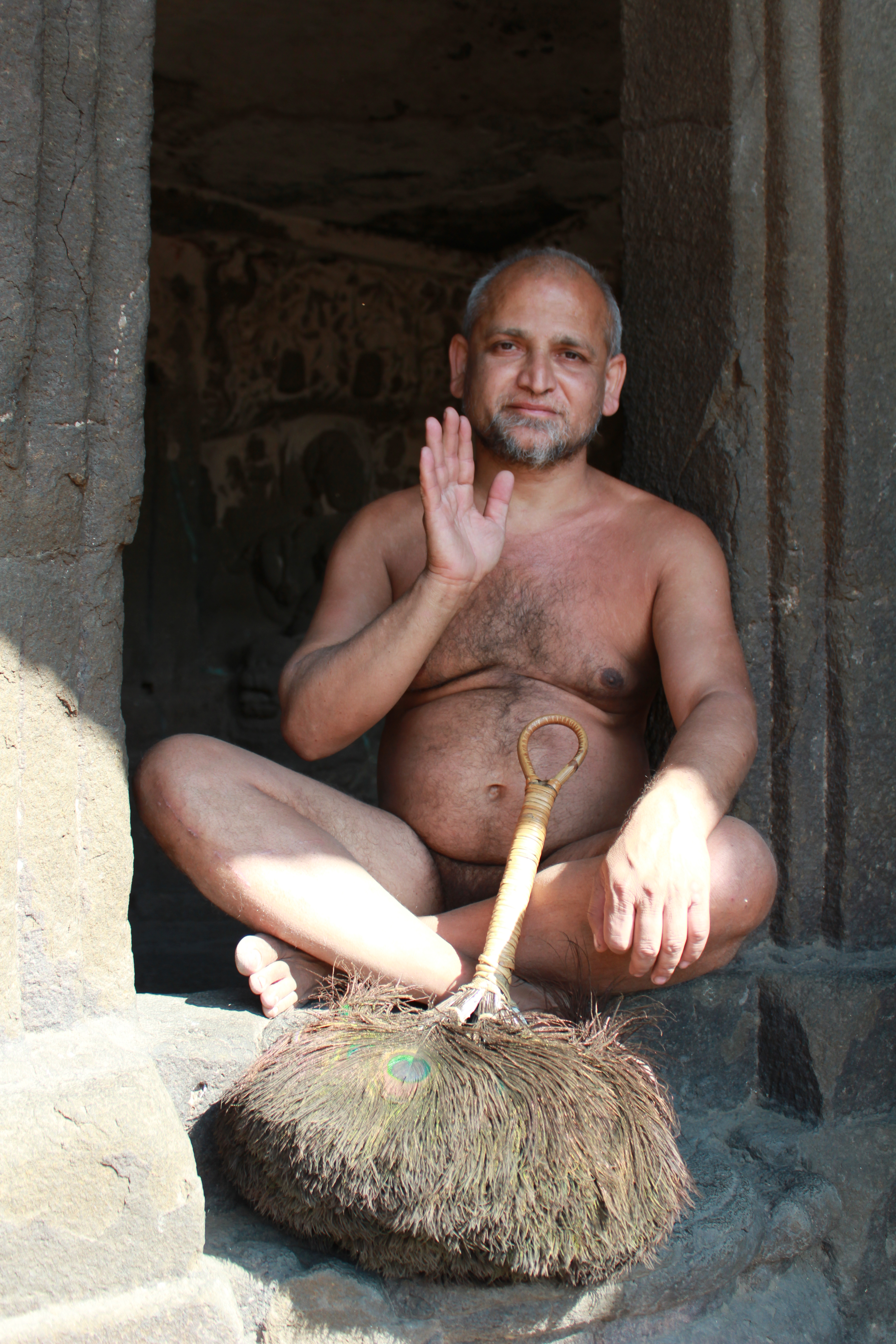
Moine « vêtu d'espace ».
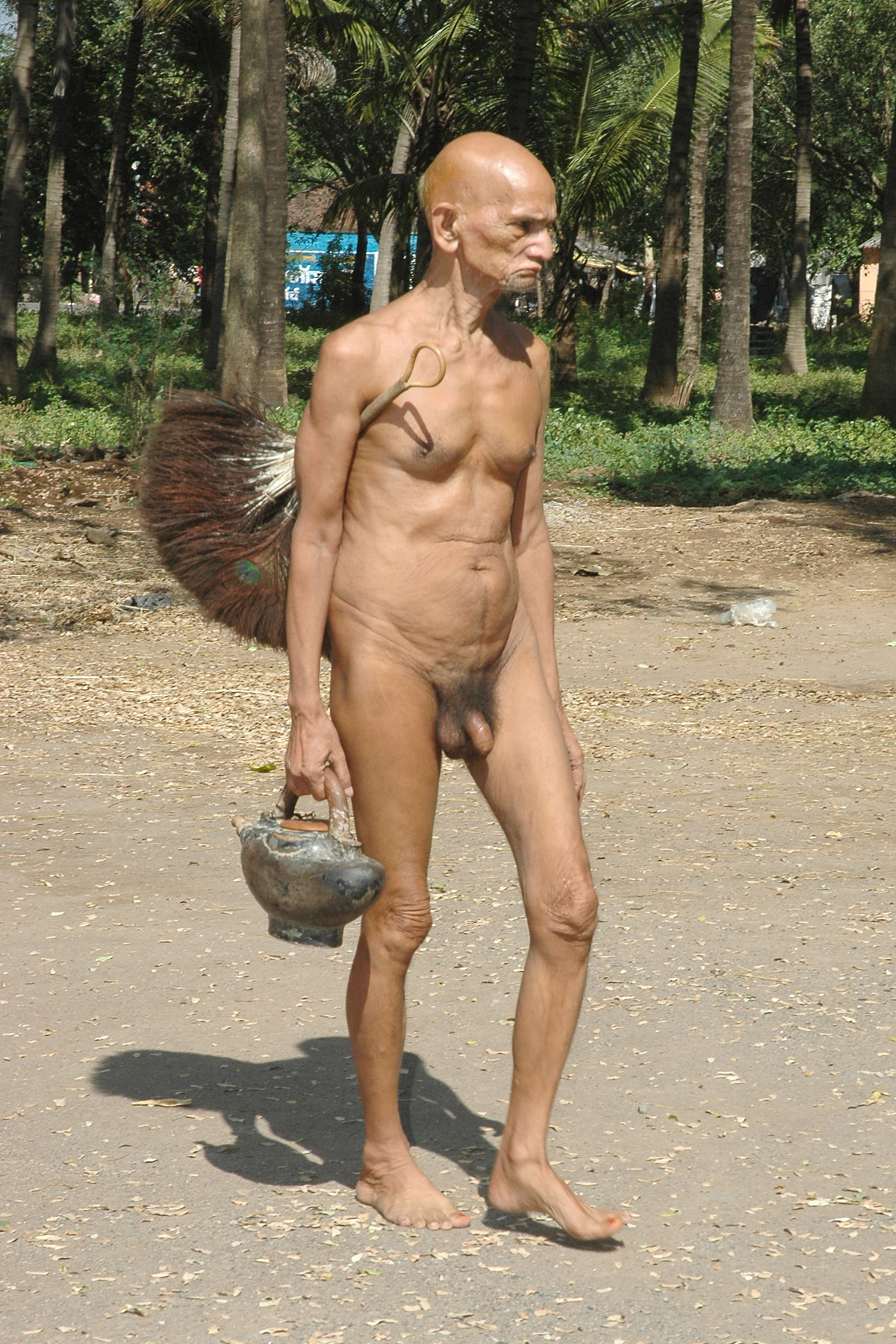
Sadhu nu portant une gourde d'eau, en Inde en 2013
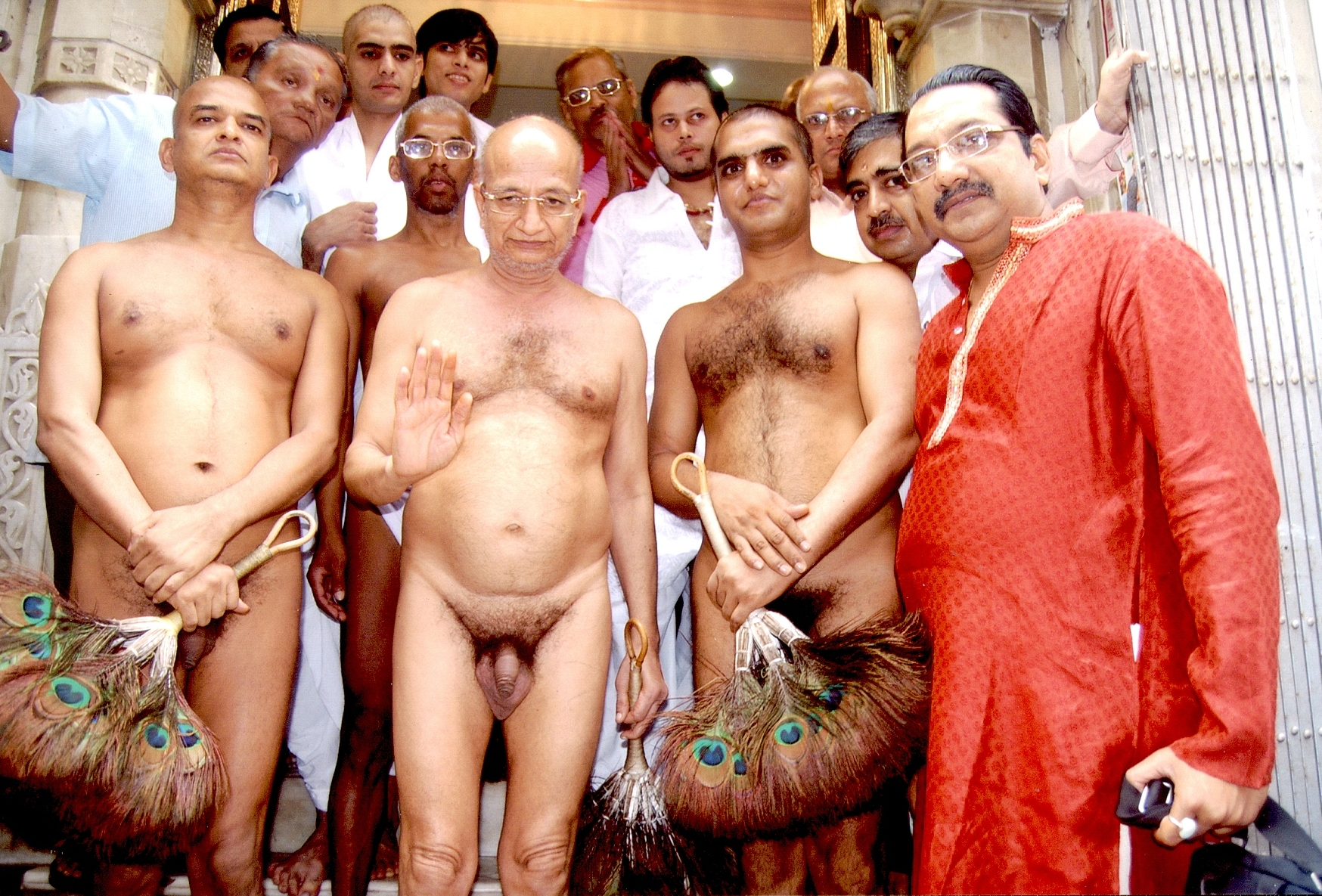
Moines à Silvassa lors du 32e anniversaire, en 2010,  de l'initiation du vénérable Acarya Pushpadantasagara, que l'on voit au centre.

## Origines de la division
Le jaïnisme est la religion qui se fonde les Tirthankaras, une série de vingt-quatre éveillés ayant atteint la libération (moksha). Le dernier de ces « passeurs de gué » (sens de leur dénomination) a vécu au VIe siècle av. J.-C., et il est connu sous l'appellation de Mahâvira (« grand héros ») ou de Jina (« vainqueur »). C'est pourquoi la religion qu'il a fondée a pris le nom de « jaïnisme ». Une des caractéristiques de la vie d'ascèse que choisit Mahâvira fut l'abandon de tout vêtement, pour être simplement « vêtu d'espace ».  
Né dans le Maghadha (nord-est de l'Inde), le mouvement se développa et se répandit en Inde. Un événement particulièrement important dans ce sens fut une décision prise par Bhadrabâhu — sixième successeur de Mahâvira, qui serait mort entre 160 et 170 ans après le fondateur. Comme il pressentait qu'une famine de douze ans allait toucher le nord de l'Inde, Bhadrabâhu choisit d'émigrer et de s'établir à Shravana-Belgola dans le sud du pays. Ce faisant, il laissa derrière lui des disciples qui s'occuperaient des membres de la communauté qui préféraient rester sur place.   
Une fois la famine passée, certains pratiquants revinrent dans le Maghada, et constatèrent que plusieurs membres de la communauté avaient abandonné la nudité, conduite qu'ils ne purent que blâmer. À cela s'ajoutèrent probablement des désaccords sur des points de doctrine et de culte. Ces divergences de vues devaient aboutir, en 79 av. J.C au schisme définitif entre ceux qui allaient devenir les Digambara, « vêtus d'espace », et ceux qui prendraient le nom de Shvetâmbara, eux « vêtus de blanc ». C'est du moins ce que rapportent les sources digambara, qui semblent plus cohérentes sur cette question que le récit des Shvetâmbara. Le seul point commun entre les deux narrations est la question de la famine et de la migration, épisode qui semble plausible.    

### Autre hypothèse
Il se peut que le schisme trouve son origine à l'époque même de Mahâvira. Une division s'est peut-être faite entre les adeptes de Mahâvira et ceux de son prédécesseur et vingt-troisième tirthankara, Pârshva (mort, dit-on, 250 ans avant son successeur). Il est possible que Mahâvira ait laissé la liberté de choix sur la nudité, et que ses partisans aient adopté la nudité, tandis que ceux qui suivaient plutôt les enseignements de Pârshva auraient continué à porter un vêtement.    
Par ailleurs, les sources mentionnent sept, parfois huit querelles religieuses qui éclatèrent dans la période avant et après le schisme de -79, qui auraient donné lieu à des divisions. Il y aurait également eu cinq schismes dans le courant digambara.    

### Datation
La date de 79 av. J.C. ne fait pas l'unanimité dans la recherche. On a ainsi également donné 79 ap. J.C., ce qui correspond à l'analyse de Jeffery Long, pour qui le schisme a dû se produire un peu avant le IIe siècle, tout en ajoutant qu'il a aussi pu s'agir d'un processus graduel.

## Oppositions
Le vrai schisme, le plus visible est apparu au temps de Bhadrabahu, aux alentours du IIIe siècle av. J.-C. En fait les deux courants se sont divisés sur l'attachement aux choses terrestres et notamment aux habits. Les digambaras ont conservé la règle de nudité et d'ascétisme, tandis que les shvetambaras sont habillés de coton blanc. Avec le temps, les siècles passants, des interprétations différentes des textes sont apparues entre ces deux branches; pour autant les pèlerinages, les rituels, et les festivals sont en grande majorité identiques. 
Une autre différence notable entre le jaïnisme digambara et le jaïnisme shvetambara est que le jaïnisme digambara considère qu'il faut naître homme et mâle pour pouvoir atteindre le nirvana et que la femme (y compris la nonne jaïne digambara, qui doit vivre habillée) doit se réincarner en humain de sexe masculin pour connaître la délivrance des réincarnations par des pratiques ascétiques poussées dont fait partie la nudité intégrale en toute situation (la nudité, chez les jaïns digambara, est réservée aux seuls moines masculins ; dans le lingayatisme en revanche, la nudité ascétique a aussi été pratiquée par des femmes, comme Akka Mahadevi). Dans le jaïnisme shvetambara, une femme peut aussi atteindre le nirvana après être devenue nonne jaïne ; de plus, dans le jaïnisme shvetambara, le Tirthankara Mallinath n'est pas un homme comme chez les jaïns digambara, mais une femme.
Des sous-sectes existent au sein même des Digambaras; les majeures sont le Bisapantha, le Terâpantha et le Târanapantha. Les deux sectes mineures sont le Gumânapantha et le Totâpantha.